# 市原薫
市原 薫（いちはら かおる、1997年5月3日 - ）は、日本のグラビアアイドル、タレント、元ショーダンサー。群馬県出身。SPJ Entertainmentを経て2024年以降はマグニファイエンタテインメント所属。

## 略歴
2021年10月、撮影会モデルの仕事でデビュー。
2022年5月28日、『第5回ミス週刊実話WJガールズオーディション』にて準グランプリを受賞。
2022年8月15日、『第13回ミスヤングチャンピオン2022オーディション』にてグランプリを受賞。
2022年8月26日、1stDVD『ミルキー・グラマー』（竹書房）を発売。
2022年11月7日、『週刊プレイボーイ』（集英社）の企画「新世代グラドルボイン番付 2022年秋場所」にて、「西の横綱」に選出。
2023年7月3日、バーレスク東京に所属し、ショーガールとしてデビュー。
2024年1月1日、マグニファイエンタテインメント所属となったことを自身のX（旧Twitter）にて報告した。
2025年7月17日、紙の1st写真集『初空』（講談社）を発売。同年7月19日には書泉ブックタワーにて開催された同写真集の発売記念イベントに登壇し、撮影や内容についてのほか、ファンへの感謝やグラビアアイドルとしての展望を述べた。

## 人物
- 趣味は食べること、アニメ、ゲーム[1]。
- 特技は水泳、剣道[1]。
- 芸能活動のきっかけは、知人に誘われたため[6]。
- 芸能界デビュー前は、エステティシャンをしていた[6][14]。

## 作品

### イメージビデオ
- ミルキー・グラマー（2022年8月26日、竹書房）[4][15]
- 先生教えて（2023年3月29日、スパイスビジュアル）[16][17]
- お世話しちゃうぞ♡（2023年6月20日、ラインコミュニケーションズ）[18][19]
- Ｉしてください（2024年5月20日、ラインコミュニケーションズ）[20][21]
- 脱いでも？スゴイ（2024年9月24日、エアーコントロール）[22]
- Ｉをおしえて（2025年2月10日、ラインコミュニケーションズ）[23][24]
- 極上妄想シチュエーション（2025年9月10日、ラインコミュニケーションズ）[25]

## 出版

### 写真集
- 初空（2025年7月17日、講談社、撮影：鈴木ゴータ）ISBN 978-4065402191[13][26]

### デジタル写真集
- ダイナマイト（2022年12月16日、竹書房［Bamboo e-Book］）
- ニューフェイス（2022年12月16日、竹書房［Bamboo e-Book］）
- 先生教えて 〜Ver.1〜（2023年6月22日、スパイスビジュアル）
- 先生教えて 〜Ver.2〜（2023年6月24日、スパイスビジュアル）
- Kiss You（2023年7月7日、スパイスビジュアル）
- 灼熱の果実（2023年9月1日、秋田書店［ヤングチャンピオンデジグラ］）
- ラブポップグラビア Vol.01（2024年1月5日、PAD）
- お世話しちゃうぞ♡ Vol.1（2024年1月26日、ドラゴンフライブック［Idol Line］）
- お世話しちゃうぞ♡ Vol.2（2024年2月25日、ドラゴンフライブック［Idol Line］）
- ラブポップグラビア Vol.02（2024年3月1日、PAD）
- ラブポップグラビア Vol.03（2024年4月19日、PAD）
- ラブポップグラビア Vol.04（2024年6月28日、PAD）
- ラブポップグラビア Vol.05（2024年9月6日、PAD）
- NIPPONグラドル58人（2024年10月7日、集英社［週プレ PHOTO BOOK］、撮影：LUCKMAN、藤本和典、佐藤佑一）[27]
- Iしてください（2024年10月27日、ドラゴンフライブック［Idol Line］）
- 447枚収録 Complete Box（2025年2月21日、PAD）

### トレーディングカード
- 市原薫 ファースト・トレーディングカード（2024年10月26日、ヒッツ）[28][29]

## 出演

### ウェブ配信
- 第13回ミスヤングチャンピオン2022チャンネル（2022年10月 - 2023年9月、マシェバラ）- 毎月第3木曜日[30]